# Thallarcha sparsanoides
Thallarcha sparsanoides là một loài bướm đêm thuộc phân họ Arctiinae, họ Erebidae.